# Gustavo Espinoza Soto
Gustavo Dacio Espinoza Soto (Santiago de Surco, 26 de septiembre de 1957) es un gerente en ventas, abogado y político peruano. Actualmente es consejero del Gobierno Regional de Lambayeque desde el 1 de enero del 2023. Fue congresista de la república desde enero del 2006 hasta su inhabilitación en noviembre del 2009 por haber generado un acto de impase con el país vecino de Chile.

## Biografía
Nació en el distrito de Santiago de Surco, ubicado en la ciudad de Lima, el 26 de septiembre de 1957.
Realizó estudios de Gerencia de Ventas en la Universidad de San Martín de Porres. Estudió también en la Universidad Señor de Sipán, siendo bachiller en Derecho en el año 2017.
Laboró como gerente general en varias empresas, hoteles y como gerente financiero en Arfecon.

## Trayectoria política
Gustavo Espinoza se inició en la política como miembro del Frente Nacional de Trabajadores y Campesinos (FRENATRACA) de Róger Cáceres Velásquez. En el año 1989 obtuvo su primer cargo político al ser elegido como regidor municipal del distrito de Pachacámac. Postuló a la Cámara de Diputados del Congreso de la República en las elecciones de 1990 y al Congreso Constituyente Democrático en 1992.
Postuló como regidor de la Municipalidad de Lima en las elecciones del año 1993 como parte del equipo de Luis Cáceres Velásquez, quien competía contra Ricardo Belmont en su reelección como alcalde limeño. Finalmente Belmont logró vencer a Cáceres y Espinoza fue elegido como regidor.
Dentro de su gestión como regidor, Espinoza es recordado por un incidente con Laura Bozzo, conductora de televisión y entonces también regidora. Según el periodista Juan Manuel Robles, Espinoza le reveló ante la revista SoHo sobre una supuesta infidelidad de Bozzo. Además, Espinoza chantajeaba a Bozzo con una grabación en VHS sobre su supuesta infidelidad con un regidor del Municipio.
Luego de culminar su gestión como regidor limeño, Gustavo Espinoza intentó sin éxito ser elegido como regidor del distrito de Lurín en 1998, sin embargo, logró ser electo en las elecciones del 2002 bajo las filas del Partido Aprista Peruano.

### Congresista de la República
En las elecciones generales del año 2006, Gustavo Espinoza se integró al partido Unión por el Perú que había formado alianza con el Partido Nacionalista Peruano de Ollanta Humala para que este sea el candidato presidencial. Espinoza participó en los comicios como candidato al Congreso de la República por la circunscripción de Lambayeque, resultando elegido con 26,507 votos y juramentado ante la Junta Preparatoria para el periodo parlamentario 2006-2011. Sin embargo ese mismo año, Espinoza abandonó las filas del nacionalismo junto con Carlos Torres Caro tras discrepancias con Ollanta Humala.
En su labor legislativa, fue secretario en la Comisión Agraria y miembro de la Comisión de Defensa. En el año 2007, Espinoza presentó un proyecto de ley de amnistía que buscaba indultar a Antauro Humala, líder etnocacerista que era procesado por el Andahuaylazo, sin embargo, se descubrió luego que el proyecto de ley buscaba también favorecer a miembros del fujimorismo, entre ellos el expresidente Alberto Fujimori, además de la reunión secreta entre Espinoza con el congresista aprista Javier Valle-Riestra y el exfujimorista Fernán Altuve.

#### Inhabilitación
En el año 2009, Gustavo Espinoza entregó a 50 diputados y senadores chilenos una grabación donde se observa al entonces jefe del ejército peruano, Edwin Donayre, haciendo comentarios burlesco y ofensivos contra militares Chile en una reunión privada, hecho que generó un impase con el vecino país del sur. Ante esto, el congresista de Perú Posible Carlos Bruce presentó una moción de inhabilitación contra Espinoza, sin embargo, la moción no prosperó tras las abstenciones de los congresistas fujimoristas y algunos miembros de Unión por el Perú. Tras esto, se decidió presentar una reconsideración para el día 27, la cual fue aprobado con 76 votos a favor la inhabilitación de Espinoza, protestando luego calificando a sus colegas de “corruptos” y “dictadores”.
Tras haber sido desaforado, el Congreso de la República convocó a Martín Rivas Teixeira en su reemplazo, siendo juramentado en marzo del 2010 e integrándose a las filas del Partido Nacionalista Peruano.

### Regreso a la política
Tras haber sido expulsado del Congreso de la República, Gustavo Espinoza reapareció en el ámbito político al ser invitado por el excongresista fujimorista Antonio Becerril al partido Fuerza Popular para participar en las elecciones regionales del año 2014, siendo luego rechazado por el expresidente Alberto Fujimori en una carta enviada desde prisión.
Intentó ser nuevamente elegido como congresista en las elecciones del año 2016 como candidato por el partido Perú Libre de Vladimir Cerrón, quedando anulada su candidatura. Nuevamente fue tachado cuando se presentó en las elecciones del 2021 por el partido Unión por el Perú.
En las elecciones regionales del año 2022, Gustavo Espinoza fue invitado por el partido Avanza País como candidato a consejero del Gobierno Regional de Lambayeque y logró resultar electo para el periodo 2023-2026. Actualmente se encuentra afiliado al partido Somos Perú desde el año 2024.

## Controversias
Gustavo Espinoza ha estado en varios cuestionamientos durante su labor como parlamentario, siendo investigado tras la denuncia acerca de que sus estudios secundarios no fueron concluidos y que habría mentido en su hoja de vida, luego de que la Universidad Inca Garcilaso de la Vega negara que este habría cursado estudios en dicha casa universitaria.
Otro de sus cuestionamientos fue cuando acusó al expresidente Alejandro Toledo de violación sexual. Esta declaración, filtrada por el diario La Razón, le conllevó a una denuncia del partido político Perú Posible.